# Васил Петров (певец)
Вижте пояснителната страница за други личности с името Васил Петров.
Васил Петров е български певец, композитор и художник. Известен е с прозвищата Българският Франк Синатра и Другият.
Той е сред най-изявените певци на България. В родната си страна Петров е натрупал поредица от награди, редица успешни записи, както и изпълнения, вариращи от камерни до Биг бенд и филхармонични оркестри на големите сцени и фестивали в страната и чужбина. Репертоарът му включва оригинални композиции и съвременни интерпретации на джаз стандарти и песни, написани от самия него, всички от които са подплатени с чудесна импровизация, изящна фраза и поезия.

## Биография
Роден е на 30 април 1964 г. в София, в семейството на геодезист картограф и математичка. Наименуван е на неговия дядо, който е основал хор „Кавал“. Баща му е свирил на хармоника. Семейството му има далечна връзка с маестро Георги Атанасов.
Певецът бързо се налага на българската музикална сцена. През 1991 година се дипломира в Консерваторията в София, във Вокалния факултет със специалност „Поп музика“. Участва в много прояви в Българското национално радио и телевизия.
През 1992 и 1994 година е най-продаваният изпълнител в България. Издава 3 албума за година. Първият се казва „Другият“ – издаден на аудиокасета и главно с негови авторски пиеси. Вторият албум „Джаз и блус“ включва кавър версии на песни на добре познати поп и джаз изпълнители. Третият албум – издаден на касета и CD, е дует с известния български пианист Румен Тосков. Реализира поредица от албуми, сред които и „Васил Петров пее Гершуин“. На първите български национали награди „Златният Орфей“ Васил Петров е избран за най-добрия мъжки глас на годината. Печели и награда в три категории – най-добър мъжки вокал, най-добър хит на годината, най-добър албум на годината за „Другият“ през 1994 г. и след това през 1999 г. печели първа награда с песента „Полюси“ в дует с Орлин Горанов.
През 2004 г. прави първата си изложба в Пловдив в галерия „Лукас“.
През 2014 г. Васил Петров представя 12 свои картини в мраморното фоайе пред Първо студио на БНР по случай 50-годишния си юбилей. Всички те са авторски графики, абстрактни и не изразяват нищо конкретно. „4 – 5 от тях са от последните месеци и са обвързани с подготовката и записите на новия ми диск „Васил“, споделя певецът. Разказва, че започнал да си драска разни неща, когато му ставало скучно в часовете по гражданска отбрана и допълва: „Имам приятели художници, които ме убеждаваха, че трябва да покажа рисунките си. Аз обаче мислех, че ако видят бял свят, ще загубя интерес към рисуването. Много ми помагаше Панчо Малезанов, даваше ми съвети. Имам доста творби, някои са продадени“.

## Музикална кариера
Активно концертира по джаз фестивали и концертни зали и турнета в България и чужбина, с голям брой концертни изяви – Хелзинки, Осло, Виена, Стокхолм, Лугано (Швейцария), Белград и в Лилехамер (Норвегия) по време на Зимните олимпийски игри, Гърция, Виена (Австрия), Стокхолм (Швеция), Белград и Ниш (Сърбия) на Нишвил джаз фестивал, турне в Токио (Япония), турне в Москва (Русия), Дармщадт и Пласенбург-Кулмбах (Германия), Франкфурт (Европейски културни дни 2014), Доха (Катар). Представя страната ни на Европейския джаз фестивал, две поредни години участва на „European Jazz Expo“ в Сардиния в съпровод на Биг Бенда на Паоло Нонис и др. Има редица записи и изяви с Българското национално радио и телевизия. С богатия си тембър и кадифен глас той става известен с прозвището си „Българският Франк Синатра“. Бил е заедно на сцена с известни джаз изпълнители, като Дан Морети и Фил Проженциано във Флорида.
- От 1994 г. Васил Петров взима участие всяка година в ежегодния фестивал на изкуствата Аполония и международния джаз фестивал в Банско с различни проекти.
- През 2000 г. концертира в Токио (Япония) заедно с пианиста Румен Тосков на базата на договор с фирмата Kawai. Турнето завършва с концерт в Токайския университет.
- През 2006 г. Васил Петров е поканен в Москва, турнето завършва с концерт в зала „Чайковски“, Московска консерватория, заедно с Московския симфоничен оркестър с диригент Владимир Зива. Концертът е под надслов „Tribute to Frank Sinatra“.
- През 2006 г. заснема клип в Москва и записва кавър на „Подмосковные вечера“, под аранжимента на Ангел Заберски-младши.
- През 2008 г. заедно с Мария Илиева и Весела Бонева изпълняват коледната песен „Silent night, Holy night“. Към песента е заснет клип под режисурата на Борис Радев.
- През 2008 г. Васил Петров заснема в Ню Йорк кадри за песента на Клод Франсоа и Пол Анка „My way“. Аранжиментът на песента е на Ангел Заберски-младши, а на цигулката е Веселин Ешкенази – капелмайстор на Кралската (Холандска) симфонична филхармония. Към песента е заснет черно-бял клип под режисурата отново на Борис и Стоян Радеви.
- През 2009 г. взема участие в най-големия джаз фестивал в Ниш – „International jazz festival Nisville“ с Биг бенда на Българското национално радио.
- През 2013 г. в дует с Румяна Попова записва авторската фолклорна песен „Лудо, младо“.[4]
- През 2016 година създава спектакъл „100 години Синатра“ продуциран от Национален дворец на културата с „Биг бенд браз асоциация“ с диригент Ангел Заберски син и специални гости – Весела Бонева и Жоро Пейчев-Степа.
- През 2017 година създава ново шоу – спектакъла „Синатра:Вегас“ с кордебалет, Биг бенд на Българско национално радио с диригент Антони Дончев и специални гости Хилда Казасян, Брус Джонсън (САЩ) и Весела Бонева. Спектакълът е представен в зала 1 НДК, продуциран е от неговия мениджър Маргарита Тошева. Залата е разпродадена дни преди събитието. Режисьори на спектакъла са Румен Григоров и Алекс Борназ. През 2018 г. той представя второ издание на супер успешният спектакъл „Синатра:Вегас“ с нова програма. Участват Звезден биг бенд с диригент Антони Дончев, Михаела Филева, Орлин Павлов и Брус Джонсън (САЩ), кордебалет FUNKY MONKEYS с 12 момичета и хореограф е Алекс Енева. Режисьори са Румен Григоров и Алекс Борназ, а продуцент отново е Маргарита Тошева.
- През годините Васил Петров и мениджмънта му разработват редица успешни концертни проекти „Swing Christmas“, Коледно турне със Станислав Арабаджиев джаз трио и балет Вая денс. Проект „A swinging Christmas“ с оркестъра на Опера Стара Загора, Коледно турне с празнични класики, аранжирани за симфоничен оркестър.
- През 2017 г. по повод смъртта на Ал Жиро, Васил Петров прави в негова чест цяла концертна програма с музиката на големия музикант и я представя на Фестивала на изкуствата Аполония с участието на Ангел Заберски-син, Живко Петров, Стоян Янкулов-Стунджи, Александър Логозаров, Радослав Славчев. Продукцията е заснета от БНТ.
- През 2018 г. представя нов продукция „A Swinging Rock“ с Военен биг бенд Стара Загора и щрайх оркестъра на Опера Стара Загора с премиера в града на липите. Тази програма е представена и на Фестивала на изкуствата Аполония в същата година.
- През 2018 и 2019 г. осъществява редица концерти с Шуменска филхармония с диригент Левон Манукян и Милица Гладнишка в програмата „Бар на края на света“. Успоредно с тази концертна програма той е поканен и от Хилда Казасян в „Музиката на Вили“ с Плевенска филхармония, където правят национално турне и по-късно отново участва в продукцията на Хилда „Да послушаме кино“ в съпровод на Плевенска филхармония, Живко Петров, Христо Йоцов, Димитър Карамфилов и диригент Боби Йоцов. Васил Петров и Теодосий Спасов са специални гости. Мултимедия на Васил Каркеланов.
- През 2020 стартира нов проект „SympohoNY way“ с филхармония Враца с диригент Христо Павлов, Йордан Тоновски джаз трио и гост солист цигуларката Зорница Иларионова. Турнето преминава през големите летни сцена на България с голям успех.
- В музикалната си кариера Васил Петров е концертирал с Плевенската филхармония, Русенската филхармония, Пловдивската филхармония, Софийската филхармония, Симфоничния оркестър на БНР, Варненската филхармония, Биг бенда на Българското национално радио, Биг бенда на Русе, с Биг бенда на Вили Казасян, Акустична версия и др. Работил е с известния продуцент, диригент и пианист Роб Фишер, както и с диригентката Любка Биаджони от Германия. Издава редица джаз и поп албуми и работи през годините в различни музикални проекти от камерни до големи симфонични проекти.
- Изпълнявал е дуети в свои концерти с оперната певица Красимира Стоянова, с известната оперна певица Христина Ангелакова, холивудския актьор Бен Крос, Мария Илиева, Мери Танева, Камелия Тодорова, Весела Бонева, американската джаз певица от Бруклин Йоланда Грейвс, американския тромпетист Том Харел, бродуейската „звезда“ Тери Кели и много други. Репертоарът на Васил Петров е изключително широк и включва джаз и поп стандарти, чиито автори са Ч. Чаплин, Дж. Харисън, М. Льогран, Ч. Фокс, Н. Гимбъл, Н. Стюард, Дж. Мендел, Фр. Вали, Н. Рота, Кл. Франсоа и много други.

## Дискография

### Студийни албуми
- 1994 – Люлчени песни
- 1994 – Другият
- 1994 – Jazz & Blues[5]
- 1995 – Duet with Roumen Toskov[6]
- 1995 – Petrov Sings Parmakov
- 1997 – Something Different[7]
- 1997 – My Favourite songs
- 1999 – Vassil Petrov Sings Gershwin[8]
- 2004 – Be in love forever[9]
- 2008 – Pages
- 2012 – The best of Vassil Petrov, компилация
- 2014 – VASSIL
- 2020 – Рождество Христово
- 2021 – Love Songs vol. 1

## Награди
- „Златният Орфей“, март 1995 година – Хит на годината, 1995 година за песента „Подслон в дъжда“, м. и ар. Васил Пармаков, т. Милчо Спасов и Тери Калиски
- „Златният Орфей“, март 1994 година – Изпълнител на годината за 1994 г.
- „Златният Орфей“, март 1994 година – Албум на годината за 1994 г. за „Другият“.
- „Златният Орфей“, 1999 година – първа награда за песен „Полюси“ в дует с Орлин Горанов по музика и текст на Александър Александров
- Аполон Токсофорос, септември 2011 г. – за изключителен принос в развитието на българската култура и представянето ѝ зад граница
- Международен джаз фестивал Банско, 15 години, септември 2012 г. – награден с почетна диплома за развитие и популяризиране на фестивала
- „Златно перо“, 2014 г. – за изключителен принос към българската култура и изкуство[10]
- The Akademia Music Awards, Лос Анджелис за месец юни в категория – най-добър джаз клип за видеото към песента му „My Way“
- The Akademia Music Awards, Лос Анджелис за месец юни в категория – най-добра поп/латино песен за парчето Be In Love Forever („Влюбен завинаги“)
- Носител е на наградата „Икар“ на Съюза на артистите в България за „Съвременна българска музика“, за албум, продуциран от БНР и авторските му произведения „Може би“, „Представи си“, „Haven't been the best“, „Expectation“ и „Американска мечта“, 2015 г.
- Почетна грамота от Международния джаз фестивал Банско 2017 г. за принос в развитието и популяризирането на международния джаз фестивал Банско.